# Maria Frau
Pour les articles homonymes, voir Frau.
 (juin 2025).
Si vous disposez d'ouvrages ou d'articles de référence ou si vous connaissez des sites web de qualité traitant du thème abordé ici, merci de compléter l'article en donnant les références utiles à sa vérifiabilité et en les liant à la section « Notes et références ».
Maria Frau, née le 6 août 1930 à Nulvi (Sassari) dans la région de la Sardaigne en Italie, est une actrice italienne. Active dans les années 1950, elle prit part à une vingtaine de films au cours de sa carrière, jouant notamment Cléopâtre pour Camillo Mastrocinque ou la sainte Marguerite de Cortone pour Mario Bonnard.

## Biographie
Maria Frau naît à Sassari sur l'île de la Sardaigne en 1930. Elle débute comme modèle photo à la fin des années 1940.
En 1950, elle obtient le premier rôle du film biographique historique La Maudite (Margherita da Cortona) de Mario Bonnard dans laquelle elle incarne sainte Marguerite de Cortone. Elle tourne l'année suivante pour Armando Fizzarotti dans le drame napolitain Luna rossa aux côtés de Renato Baldini, d'Aldo Bufi Landi et de Leda Gloria.
En 1952, elle tient l'un des premiers rôles du modeste film d'action Le Loup de la frontière (Il lupo della frontiera) d'Edoardo Anton aux côtés de Piero Lulli et de l'actrice britannique Tamara Lees. Elle joue également le rôle d'une jeune fille à la recherche de son père dans le drame Sur le pont des soupirs (Sul ponte dei sospiri) d'Antonio Leonviola et celui d'une jeune femme confrontée à un dilemme moral dans le drame Il prezzo dell'onore de Ferdinando Baldi.
En 1954, elle est l'un des fausses filles de Maurice Chevalier dans la comédie J'avais sept filles de Jean Boyer. L'année suivante, elle incarne la nymphe Scylla dans le film d'aventures Agguato sul mare de Pino Mercanti, une version révisitée de l'histoire d'amour entre Scylla, le dieu Glaucos et la magicienne Circé. Dans la comédie Totò all'inferno de Camillo Mastrocinque, elle joue le rôle de Cléopâtre aux côtés de Totò et d'Olga Solbelli. Elle donne la réplique à Eddie Constantine qui incarne l'agent du F.B.I. Lemmy Caution dans le film policier Vous pigez ? de Pierre Chevallier.
Après une dernière apparition dans le péplum Aphrodite, déesse de l'amour (La Venere di Cheronea) de Fernando Cerchio et Viktor Tourjansky, elle se retire de la profession en 1957.

## Filmographie

### Au cinéma
- 1950 : La Maudite (Margherita da Cortona) de Mario Bonnard
- 1951 : Luna rossa d'Armando Fizzarotti
- 1952 : Il prezzo dell'onore de Ferdinando Baldi
- 1952 : Le Loup de la frontière (Il lupo della frontiera) d'Edoardo Anton
- 1952 : Sur le pont des soupirs (Sul ponte dei sospiri) d'Antonio Leonviola
- 1953 : Anna perdonami de Tanio Boccia
- 1953 : Viva il cinema! d'Enzo Trapani
- 1954 : Questi fantasmi d'Eduardo De Filippo
- 1954 : La barriera della legge de Piero Costa
- 1954 : Tormento di anime de Cesare Barlacchi
- 1954 : J'avais sept filles de Jean Boyer
- 1955 : La porta dei sogni d'Angelo D'Alessandro (1955)
- 1955 : Totò all'inferno de Camillo Mastrocinque
- 1955 : Agguato sul mare de Pino Mercanti
- 1955 : La sultana Safiyè de Giuseppe Di Martino
- 1955 : L'Étoile de Rio (Stern von Rio) de Kurt Neumann
- 1955 : Vous pigez ? de Pierre Chevallier
- 1955 : La porta dei sogni d'Angelo D'Alessandro
- 1957 : Aphrodite, déesse de l'amour (La Venere di Cheronea) de Fernando Cerchio et Viktor Tourjansky